# 大姚箭竹
大姚箭竹（学名：Fargesia mairei）为禾本科箭竹属下的一个种。

## 扩展阅读
- 維基物種上的相關：大姚箭竹